# Peter Pan (anime)
As Aventuras de Peter Pan (ピーターパンの冒険, Pītā Pan no Bōken, lit. Aventuras do Peter Pan) é uma série de anime produzida pela Nippon Animation, e dirigida por Takashi Nakamura e Yoshio Kuroda, foi ao ar primeiramente na Fuji Television entre 8 de janeiro de 1989 até 24 de dezembro de 1989. É uma adaptação do romance clássico Peter Pan de James Matthew Barrie, e teve um total de 41 episódios.
Faz parte da World Masterpiece Theater, uma série de animações famosa da Nippon Animation, que produziu várias versões animadas de vários livros clássicos diferentes e histórias em cada ano. O anime, adaptado do material do romance original, também adiciona inúmeros arcos originais na história.
No Brasil a série foi exibida no canal Rede Globo em 1991. Em Portugal foi emitido pelo canal SIC com dobragem portuguesa em 1995.
A série também foi mais tarde traduzida e lançada em vários outros idiomas tendo audiências em todo o mundo. Na Europa, foi transmitido nos canais de televisão Telecinco (Espanha), RTL Television (Alemanha), KiKA (Alemanha), Italia 1 (Itália), TV3 (Suécia) e Fox Kids (Suécia), Yle (Finlândia) e TVP 2 (Polônia). Também foi ao ar em vários outros países, como Israel (na IETV e Fox Kids), México (XHGC-TV) e nas Filipinas (ABS-CBN).

## Enredo
O anime começa com Wendy Darling tendo um sonho sobre Peter Pan salvando-a, enquanto luta contra o Capitão Gancho. Uma noite, Wendy e os seus irmãos, John e michael encontram a sombra de Peter Pan e decidem guardá-la, com a esperança que este a venha buscar mais cedo ou mais tarde. Umas noites mais tarde, Peter Pan aparece à procura da sua sombra, acompanhado pela sua companheira de aventuras, a fada Sininho. De modo a agradecer a Wendy e aos irmãos, este convida-os para virem até à Terra do Nunca. Quando lá chegam,Wendy torna-se a 'mãe' dos Meninos Perdidos, Slightly, Curley e Tootles, que são o trio de aventureiros que acompanham Peter nas suas aventuras. Rapidamente os três irmãos conhecem os restantes habitantes da Terra do Nunca como as Sereias, a princesa índia Tiger Lily/Tigre Lili, e é claro, o infame Capitão Gancho e o seu bando de Piratas.
Ao longo da série, um romance floresce entre Peter e Wendy, algo que a Sininho nem sempre vê com bons olhos. Durante a primeira metade do anime, a história segue a maior parte das aventuras descritas na obra literária (com algumas mudanças), mas durante a segunda metade da série, a história toma uma direção diferente, introduzindo uma nova personagem (Princesa Luna), que se torna uma parte importante nos últimos episódios.

## Antes da série
As prévias dos resumos do desenho e as fotos do personagem Peter Pan foram lançadas em várias revistas para promover a série. O design dos personagens eram ligeiramente diferentes do que quando a série foi ao ar. O resumo da história teve um enredo de Peter Pan e seus amigos roubando o mapa do tesouro dos piratas e foram em uma jornada para encontrá-lo.

## Personagens

### Protagonistas
- Peter Pan: O herói da série, Peter Pan passa a vida à procura de novas aventuras e de novas maneiras de se divertir. É impulsivo, teimoso e, por vezes, até mal-educado, mas tem um bom coração e detesta qualquer tipo de injustiças. Entre os seus passatempos preferidos estão voar, lutar com piratas e ouvir histórias de encantar. Ele é dublado por Noriko Hidaka.
- Sininho: A fada companheira de Peter. Gosta de acompanhar Peter nas suas aventuras e é muito protetora deste. É divertida e um pouco ciumenta, pois não gosta que outras raparigas roubem-lhe a atenção de Peter. Ela é dublada por Sumi Shimamoto.
- Wendy Moira Angela Darling: A mais velha dos três irmãos, que voa para longe na Terra do Nunca com Peter (seguida pelos seus irmãos). Dublada por Naoko Matsui.
- John Darling: O jovem irmão de Wendy, que está sempre se metendo em algum tipo de problema. Dublado por Kyooko Hamura.
- Michael Darling: O irmão mais novo de Wendy, que mostra uma grande dose de coragem pela sua idade. Dublado por Yuriko Fuchizaki.
- Princesa Luna: Uma poderosa Princesa da Luz, com um alter-ego escuro e forte. Dublada por Maria Kawamura.
- Tiger Lily/Tigre Lili: A princesa índia pela qual John começa a se apaixonar. Dublada por Maria Kawamura.

#### Os meninos perdidos
- Curly: Um menino perdido, pequeno e que usa uma panela na cabeça. Durante o sono, ele sempre cai da cama. Dublado por Yûko Mitsuda.
- Slightly: Um dos meninos perdidos, muito rude, veste um casaco branco amplo e um boné branco com orelhas de coelho penduradas; é um inventor da Terra do Nunca. Dublado por Hiroko Emori.
- Tootles: Um dos meninos perdidos. Ele acidentalmente empurra Wendy para baixo quando a Sininho usa truques para atirar nela. Dublado por Kazue Ikura.

### Antagonistas
- Capitão Gancho: O vilão principal, e o líder dos piratas, que tenta duramente derrotar Peter. Não tem a mão direita. Dublado por Chikao Ōtsuka.
- Smee: Um velho pirata que serve o Capitão Gancho, mas é muito gentil para ser um pirata; é o ajudante principal do Gancho. Dublado por Kenichi Ogata.
- Cecco: O líder dos piratas quando Gancho não está por perto. Ele mantém muitas facas em seu chapéu.
- Bill: Também é um pirata, um dos mais fortes. Dublado por Daisuke Gōri.
- Alf: Outro dos piratas do Capitão Gancho. Usa um tapa-olho, o que sugere que perdeu um olho em algum momento. Dublado por Tesshō Genda.
- Starky: Um pirata covarde. Dublado por Masato Hirano.
- Robert: O pirata encarregado da artilharia do Gancho. Dublado por Issei Futamata.

#### Outros
- Crocodilo: Quando Peter lutou com Gancho há muito tempo, este crocodilo comeu a mão direita do Gancho. Desde então, o Crocodilo vem tentando comer o resto do corpo. Ele também engoliu um relógio, que é a causa do tique-taque que o acompanha.
- Princesa Luna (forma escura): O poderoso alter-ego da Princesa Luna e a neta da Sinistra. Dublada por Maria Kawamura.
- Sinistra - A rainha das Trevas, que serve como a principal antagonista, mais tarde, na série. Ela tem três capangas que ajudam-na. Dublada por Hisako Kyōda.

## Lista de episódios
- 1. Quem é Peter Pan?
- 2. Podemos Voar
- 3. A Terra do Nunca
- 4. O Relógio do Crocodilo
- 5. Wendy Quer uma Máquina de Costura
- 6. John se Une aos Piratas
- 7. O Ovo da Ave do Nunca
- 8. Quem se importa que horas são!
- 9. Todo Dia é Aniversário
- 10. John tem um Compromisso com Tiger Lily
- 11. O Retrato da Mãe de Gancho
- 12. Contos de Mistério
- 13. Capturado pelo Capitão Gancho
- 14. O Valente Michael
- 15. Cecco o traidor
- 16. Cuidado, Lagartos!
- 17. John tem Insônia
- 18. Tootles Enfrenta o Perigo
- 19. O Mistério do Navio Pirata Desaparecido
- 20. Wendy Desaparece
- 21. Salvem a Wendy
- 22. A Arma Secreta de Gancho
- 23. Onde é a Casa da Sininho?
- 24. A Princesa da Escuridão
- 25. Bem-vinda de Volta, Sininho
- 26. O Retorno do Capitão Gancho
- 27. Cavaleiro Inesquecível
- 28. Wendy Enfeitiçada
- 29. Tenha coragem de voar!
- 30. O Mar do Diabo
- 31. Peter não Pode Voar
- 32. O Mistério do Espelho Branco
- 33. O Destino de Luna
- 34. A Estrada de Ferro Fantasma
- 35. O Amuleto do Espelho das Trevas
- 36. John é Covarde
- 37. Aqui Está a Passagem Secreta!
- 38. O Temível Espelho das Trevas
- 39. O Mal Triunfa sobre a Luna
- 40. A Terra do Nunca Jamais será Destruída
- 41. Adeus, Peter Pan

## Música
- Tema de abertura: "Mōichido Peter Pan" de Yūyu
- Tema de encerramento: "Yume yo Hirake Goma!" de Yūyu